# Nuoto di fondo ai I Giochi del Mediterraneo sulla spiaggia
Il nuoto di fondo ai I Giochi del Mediterraneo sulla spiaggia si è svolto dal 30 agosto al 31 agosto 2015 a Pescara, in Italia, durante i I Giochi del Mediterraneo sulla spiaggia.

## Regolamento
La formula di questo torneo prevedeva una gara maschile e una femminile di 5 km di lunghezza. Ogni nazione ha potuto iscrivere un massimo di tre atleti per gara. Il torneo prevedeva anche una staffetta mista alla quale ogni nazione a potuto iscrivere un massimo di due squadre.

## Podi

### Uomini
| Evento          | Oro          | Tempo   | Argento      | Tempo   | Bronzo            | Tempo   |
| --------------- | ------------ | ------- | ------------ | ------- | ----------------- | ------- |
| 5 km (dettagli) | Dario Verani | 56'08"2 | Andrea Manzi | 56'14"6 | Georgios Arniakos | 56'15"2 |

### Donne
| Evento          | Oro           | Tempo   | Argento              | Tempo   | Bronzo      | Tempo   |
| --------------- | ------------- | ------- | -------------------- | ------- | ----------- | ------- |
| 5 km (dettagli) | Arianna Bridi | 59'24"9 | Giulia Gabrielleschi | 59'25"2 | Spela Perse | 59'25"6 |

### Misti
| Evento                      | Oro                                              | Tempo   | Argento                                                   | Tempo   | Bronzo                                           | Tempo   |
| --------------------------- | ------------------------------------------------ | ------- | --------------------------------------------------------- | ------- | ------------------------------------------------ | ------- |
| Staffetta 3x5 km (dettagli) | Italia Andrea Bianchi Arianna Bridi Dario Verani | 56'50"2 | Italia Giulia Gabrielleschi Andrea Manzi Barbara Pozzobon | 58'06"5 | Croazia Luka Matija Rafaj Ivan Sitic Karla Sitic | 58'43"3 |